# Carlos García Badías
Carlos García Badías (* 29. April 1984 in Barcelona) ist ein spanischer ehemaliger Fußballspieler.

## Spielerkarriere

### Die Anfänge
Carlos García startete seine Karriere als Fußballer in der Saison 2003/2004 bei Espanyol Barcelona. Für die Katalanen spielte er bereits in der Jugend und auch für das B-Team. Da er allerdings nur auf drei Einsätze in seiner Premieren-Saison kam, wechselte er zum Zweitligisten Polideportivo Ejido. Dort gelang ihm in der Saison 2004/2005 mit 34 Einsätzen und seinem ersten Profitor der Durchbruch. Nach einem Jahr verließ er das Team wieder, um beim andalusischen Zweitliga-Rivalen UD Almería zu unterschreiben.

### Almería
Auch in Almería konnte Carlos García Stammspieler werden. Der Verteidiger erreichte mit seiner neuen Mannschaft im zweiten Anlauf, in der Saison 2006/2007, den Aufstieg in die erste spanische Fußball-Liga, die Primera División. Abgesehen von einer Saison, die er auf Leihbasis bei Betis Sevilla verbrachte, spielte Carlos García bis 2012 durchgängig für Almería. Im Sommer 2012 wechselte er in die israelische Ligat ha’Al zu Maccabi Tel Aviv und unterschrieb dort einen Dreijahresvertrag.

### Alanyaspor
Für die Saison 2016/17 wurde er vom neuen türkischen Erstligisten Alanyaspor verpflichtet. Dort kam er zu neun Einsätzen und beendete anschließend seine Karriere.

## Erfolge
- 2012/13 & 2013/14: Israelischer Meister mit Maccabi Tel Aviv
- 2001: Sieger der U-21-EM
- 2005: Sieger der Mittelmeerspiele mit der spanischen U-23
- 2006/07: Aufstieg in die Primera División mit UD Almería